# Parafia Najświętszej Maryi Panny Wspomożycielki Wiernych w Gomunicach
Parafia Najświętszej Maryi Panny Wspomożycielki Wiernych w Gomunicach – parafia rzymskokatolicka w Gomunicach. Należy do Dekanatu Gorzkowice archidiecezji częstochowskiej. 
Kościół parafialny został wybudowany w 1915 roku.